# NGC 4926
NGC 4926 ist eine 13,0 mag helle Galaxie vom Hubble-Typ E-S0 im Sternbild Haar der Berenike, die etwa 114,6 Millionen Lichtjahre von der Milchstraße entfernt ist. Sie gehört zum Coma-Galaxienhaufen und bildet mit den Nicht-NGC-Objekten PGC 44968 (auch NGC 4926 A genannt) und PGC 83758 (auch NGC 4926 B genannt) eine optische, möglicherweise auch eine durch Gravitation verbundene Dreifachgalaxie.
Sie wurde am 6. April 1864 von Heinrich Louis d’Arrest entdeckt.